# The Devlin Connection
The Devlin Connection, conocida en castellano bajo los títulos de El contacto Devlin (en España) y La conexión Devlin (en Hispanoamérica), es una serie de televisión estadounidense transmitida por la cadena NBC entre el 2 de octubre y el 25 de diciembre de 1982. Esta serie, la cual duró en total una sola temporada, fue producida por Jerry Thorpe Productions y Mammoth Films en asociación con Viacom. El tema musical de la misma fue compuesto por Patrick Williams y sus protagonistas eran Rock Hudson y Jack Scalia.

## Sinopsis
A comienzos de la década de 1950 el oficial de la CIA Brian Devlin vive un apasionado romance con Nicole, una bella chica de Brooklyn de ascendencia italiana, pero esta relación se trunca cuando él es enviado súbitamente a una misión secreta en plena guerra de Corea y, luego, es transferido a Berlín; por lo que ambos pierden el contacto y ni siquiera cuando años después Brian renuncia a su cargo y trabaja por su cuenta como detective privado, consigue volver a localizar a su amor de juventud.
Posteriormente Brian decide vender la agencia por un buen puñado de millones de dólares y dedica todas sus energías al servicio de la comunidad por lo que, varias décadas después, termina convirtiéndose en el presidente del floreciente Centro Cultural de Artes de Los Ángeles hasta que un buen día se le aparece un joven investigador privado de 28 años de edad llamado Nick Corsello quien le revela (por medio de una carta escrita por su madre) que él es el fruto de esa relación con Nicole, quien falleció durante el parto y, a su vez, Nick fue criado por su abuela, lo que explicarían tanto la infructuosa búsqueda de Brian como el resentimiento que aquel tiene contra su padre, ya que hasta entonces creía que él lo había abandonado.
Nick empieza a hacer sus pinitos como detective a la par que trabaja en un gimnasio como entrenador de raquetbol, pero aún contra sus deseos tarde o temprano siempre terminará por aceptar la ayuda de Brian, debido a su inexperiencia y, así, este vuelve a las andadas en el campo detectivesco -aunque sin descuidar su vida de bon vivant por su cargo en el centro cultural- y, con el tiempo, padre e hijo desarrollan un lazo o conexión uno con el otro.

## Elenco regular
- Rock Hudson ... Brian Devlin
- Jack Scalia ... Nicholas “Nick” Corsello
- Leigh Taylor-Young ... Lauren Dane, secretaria de Brian
- Louis Giambalvo ... Teniente Earl Boeden
- Takayo ... Sra. Watanabe, ama de llaves y cocinera de Brian
- Herbert Jefferson Jr. ... Otis Barnes, amigo de Nick y dueño de un club nocturno

## Producción
Esta serie, original de John Wilder -quien también participó como escritor en diversas series reconocidas como Peyton Place, The Partridge Family, Marcus Welby, M.D. y The Streets of San Francisco- fue escrita a mediados de 1981 e iba a ser lanzada por la cadena NBC como parte de su programación para noviembre de ese año pero, cuando ya se estaba filmando el cuarto episodio de la misma, Rock Hudson sufrió un infarto que derivaría en una quíntuple cirugía de baipás coronario, lo que hizo que el estreno de la serie fuese pospuesto por casi un año.
The Devlin Connection finalmente se estrenó el sábado 2 de octubre de 1982 a las 10:00 de la noche pero, aparte de que competía en su horario con la muy exitosa La isla de la fantasía de la ABC y The CBS Saturday Night Movies de esta última cadena, recibió críticas negativas por el hecho de que, conceptualmente hablando, fue considerada como una copia de la serie de la década de 1970 McMillan & Wife -la cual también era transmitida por la NBC y protagonizada por Hudson- agravada también por el hecho de que el actor usara un bigote prominente, como en aquella serie.
Así, a pesar de que The Devlin Connection contaba con escritores talentosos como Cliff Gould (quien también fue guionista de The Streets of San Francisco) y Howard Rodman (el autor de The Man and the City y Harry O), nunca pudo remontar en los índices de audiencia y, por ende, la cadena anunció su cancelación y esta serie finalizó sus transmisiones el 25 de diciembre de ese mismo año, faltando un solo episodio a ser emitido.

## Listado de episodios
| Título original                   | Título en castellano                 | Fecha de estreno        | Elenco |
| --------------------------------- | ------------------------------------ | ----------------------- | --- |
| Brian and Nick                    | Brian y Nick                         | 2 de octubre de 1982    | Duncan Ross, Woody Eney, Carl Franklin, Curt Lowens, Jack Kruschen, Melanie Vincz, Stephanie Blackmore, Beverly Dixon, Tony Epper, Ted Gehring, Laurence Haddon, Stephanie Kohl, Christopher Maher, Jeffrey Olshane, Brian Reise, Eric Server. |
| Lady on the Billboard             | Una mujer en la cartelera            | 9 de octubre de 1982    | Tracy Scoggins, John Considine, Joanna Cassidy, Walter Brooke, Janet Carroll, Jon Cypher, Edward Edwards, James Frawley, Michael C. Gwynne, John Ryan, Don Sherman, Charles Walker.                                                            |
| Love, Sin and Death at Point Dume | Amor y muerte en Point Dume          | 16 de octubre de 1982   | Eugene Butler, Catherine Campbell, Tina Chen, Carl Franklin, Jim McMullan, Teck Murdock, William Nye, Scott Perry, Paul Regina, Carolyn Seymour, Vernon Weddle.                                                                                |
| The Corpse in the Corniche        | Un cadáver en un rolls               | 23 de octubre de 1982   | Faye Grant, Andrea Howard, Jim McKrell. |
| The Absolute Monarch of Ward C    | El monarca absoluto de la Sala C     | 30 de octubre de 1982   | Eugene Brezany, Kathryn Leigh Scott, Jeff Goldblum, Paul Michael. |
| The French Detective              | El detective francés                 | 6 de noviembre de 1982  | Ian Abercrombie, Reuven Bar-Yotam, Brioni Farrell, Sally Hampton, Laura Johnson, Ryan MacDonald, Daniel Pilon. |
| Of Nuns and Other Black Birds     |                                      | 13 de noviembre de 1982 | Melinda Culea, Marj Dusay, Robin Strand, Sherilyn Wolter. |
| Ring of Kings, Ring of Thieves    | Anillo de reyes, círculo de ladrones | 27 de noviembre de 1982 | Emory Bass, Stepfanie Kramer, Melanie Vincz, Arthur Kasarjian, Kopi Sotiropulos, Kaz Garas, Joe Marmo, Zacki Murphy, Roger Til, Liz Keiffer, Bernard McDonald, John O'Leary, Curtis Wong, April Clough.                                        |
| Arsenic and Old Caviar            | Arsénico y caviar                    | 4 de diciembre de 1982  | Alejandro Rey, Clive Revill. |
| Claudine                          | Claudine                             | 11 de diciembre de 1982 | Lew Ayres, Juliet Prowse. |
| Allison                           | Allison                              | 18 de diciembre de 1982 | Judyann Elder, Robert Hooks. |
| Erica                             | Erica                                | 25 de diciembre de 1982 | Anna Bjorn, Frank Campanella. |
| Jennifer                          | Jennifer                             | Episodio no transmitido | Julie Sommars, Dick Sargent. |

## Premios y nominaciones
Nominada a Mejor composición musical en una serie en los Premios Emmy de 1983 (Nan Schwartz por el episodio Ring of Kings, Ring of Thieves).